# Сопрун, Сергей Иванович
Сопрун Сергей Иванович (укр. Сергій Іванович Сопрун, род. 23 апреля 1967, Геническ, Херсонская область) — украинский политик, депутат Верховной Рады 3-го созыва.
Благотворительный фонд «Киевская Русь», председатель.
Образование: Мелитопольский ин-т механизации с. г. (1994), инженер-механик; Киев. университет им. Т.Шевченко, юридический факультет.
Народный депутат Украины 10.1998-04.2002, избирательный округ 129, Николаевской области. На время выборов: президент инвестиционной компании «Интех-МБ» (Инвестиционные технологии. Международный бизнес), член НДП. Член фракции НДП (10.1998-03.1999), внефракционный (03.-04.1999), член группы «Возрождение регионов» (04.1999-04.2001), член фракции Партии «Демократический союз» (04.-06.2001), член группы «Регионы Украины» (06.-11.2001), член фракции «Регионы Украины» (с 11.2001); член Ком-та по вопросам бюджета.
В марте 2006 г. кандидат в народные депутаты Украины от Избирательного блока политических партий «ЗА СОЮЗ», № 9 в списке. На время выборов: председатель благотворительного фонда «Киевская Русь», беспартийный.
- 1985-1987 — служба в армии.
- 1988 — студ., Мелитопольский ин-т механизации с. г.
- 1989-1990 — мастер производственного обучения, СПТУ-17, г. Геническ.
- 1991-1992 — служба в органах внутр. дел, м. Геническ.
- 1993-1996 — дир., МГФ «Шанс»; коммерц. дир., ЗАО «Украгротехкомплект», г. Геническ.
- С 1996 — президент, ООО «Интех-МБ», г. Киев.

Член Политсовета НДП (11.1998-1999).